# Camí de Vilamolat de Mur (Castell de Mur)
L'antic Camí de Vilamolat de Mur és actualment en part una pista en bon estat que discorre pel terme municipal de Castell de Mur (antic terme de Mur), del Pallars Jussà.
Arrenca de sota i al nord del castell de Mur, al lloc conegut com a Obaga de la Font de Mur, i en surt cap al nord-oest, seguint paral·lel a la carretera asfaltada, pel seu costat nord, uns 25 o 30 metres per dessota seu. Passa per sobre -ponent- de la Solana de Cordillans, on se separa de la carretera principal. Passa per Cordillans, i fa alguns revolts tancats per superar una carena i baixar de nivell. Deixa les restes de Cal Benet al nord, i entra en uns camps de conreu, on el camí es perd una mica.
Poc després arriba al barranc de les Borrelles, passa a llevant del Carant de les Bruixes i travessa el barranc de Rius. Deixa a llevant els Horts de Rius i a ponent el Clot del Ferrer, fa la volta al Vedat de Petit i puja per l'Obaguet, i just en arribar a la Planta de Josep, a prop i a migdia de Vilamolat de Mur, es reintegra en la carretera local, asfaltada.
El 2007 fou declarat camí ramader per la Generalitat de Catalunya.

## Etimologia
Pren el nom del poble on mena, Vilamolat de Mur.